# Grips stavkyrka
Grips stavkyrka är en stavkyrka från senare delen av 1400-talet på ön Gripholmen i Kristiansunds kommun i Møre og Romsdal fylke i Norge.
Kyrkan är en långhuskyrka med skeppet orienterat från sydväst till nordost och ett vapenhus mot syd. Det och sakristian är troligen från 1865. Den är 12 meter lång och 6,5 meter bred och en av de minsta stavkyrkorna som har bevarats. Koret är lika brett som skeppet. 
Kyrkan är klädd med träpanel på utsidan och invändigt dekorerad med målningar av draperier, blommor, rankor och människor från 1600-talet. Den renoverades 1930–1932 då de flesta av de tidigare ändringarna togs bort. Kyrkan rätades upp och isolerades och fick en sockel av betong. Delar av panelen på ytterväggarna byttes ut och de större fönstren sattes igen. De vita panelerna på innerväggarna togs bort och målningarna renoverades.

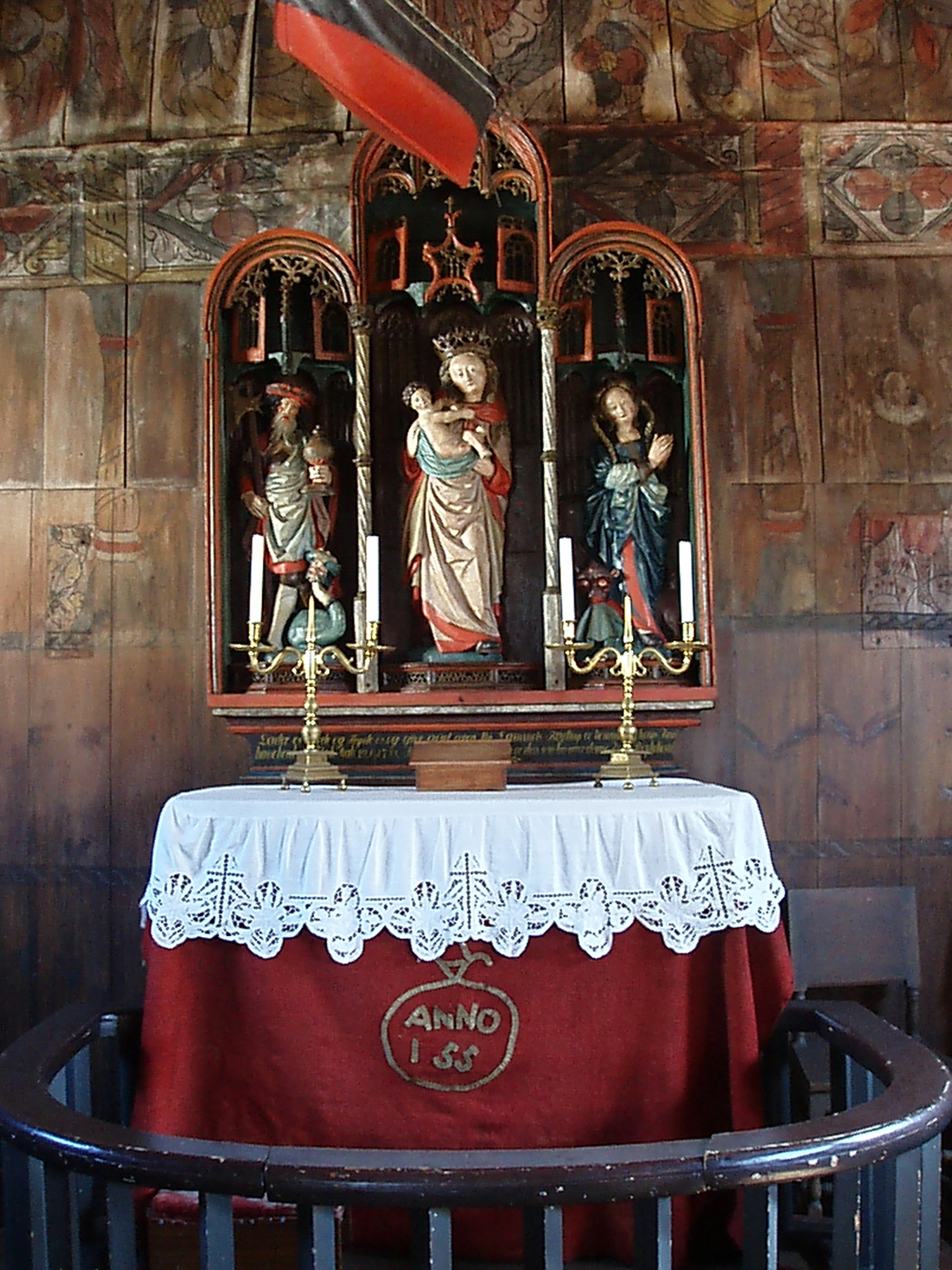
Altaret.

Altarskåpet från omkring 1500 tjänstgör som altartavla. Det är troligen tillverkat i Nederländerna på beställning och består av tre nischer med Olof den helige, Jungfru Maria med Jesusbarnet samt helgonet Margareta. Färgerna är från en renovering på 1700-talet.